# Тилоїди (геологія)
Тилоїди (рос. тиллоиды, англ. tilloides, нім. Tilloiden n pl) — у геології — гірські породи за зовнішнім виглядом схожі на тиліти, але невстановленого походження (можливі варіанти — льодовикове, пролювіальне, підводне та інше походження).
Тилоїди як і тиліти виявлені практично на всіх континентах крім Антарктиди (можливо внаслідок її порівняно слабкої вивченості).